# Sömmerda
Sömmerda település Németországban, azon belül Türingiában. Lakosainak száma 19 052 fő (2023. december 31.). Sömmerda Vogelsberg, Sprötau, Schloßvippach, Großrudestedt, Werningshausen, Wundersleben, Weißensee, Griefstedt, Schillingstedt, Kölleda, Großneuhausen és Kleinneuhausen községekkel határos.

## Népesség
A település népességének változása:
| Lakosok száma | 2591 | 5155 | 8490 | 20 770 | 19 786 | 18 996 | 19 078 | 19 034 | 18 717 | 19 052 |
|               | 1839 | 1905 | 1933 | 2005   | 2010   | 2015   | 2017   | 2019   | 2021   | 2023   |